# سیستم ثبات
سیستم ثبات به برنامه‌های کاربردی مکانیزه‌ای گفته می‌شود که حداقل دارای چند ویژگی زیر باشد:
- الف - برای اجرا روی سیستم‌عامل ویندوز طراحی شده باشد
- ب - حداقل دارای دو لایه اطلاعات و رابط کاربری باشد و لایه اطلاعات آن با میکرو سافت اس کیو ال سرور کار کند
- ج - علاوه بر دیتابیس برنامه کاربردی دارای یک دیتابیس ویژه موسوم به دیتابیس مشترک باشد که در آن منابع مشترکی چون اسامی کاربرات و حدود اختیارات ایشان و متادیتا های گزارش‌های شامل طراحی هر گزارش و دیگر منابع مشترک برنامه‌های کاربردی (مثلاً بازدید کردن تاریخچه استفاده از سیستم توسط کاربران) بکار رفته‌است
- د - یک سیستم قابل ارتقا باشد و توانایی اجرای اسکریپت‌های با زبان OSQL را با هدف ارتقا داشته باشد
- ه - ارتقا در سامانه‌های کاربردی ثبات شامل موارد زیر می‌شود
  - ۱ - ارتقا متا دیتا (افزودن یا تغییرات روی جداول - ویوها و رویه‌های ذخیره شده)
  - ۲ - ارتقا گزارش‌ها (افزودن یا تغییرات روی گزارش‌های سیستم)
  - ۳ - ارتقا اختیارات قابل اعطا به کاربران
- و - دارای یک سیستم مولد گزارش‌ها باشد که با کمک آن بتوان یک گزارش را در سیستم اضافه نمود و خصوصیات مختلف این گزارش (سربرگ بدنه پانویس ستونهای بدنه فونت و غیره) قابل تعریف باشد
- ز - امکان ایجاد دیتابیس‌های جدید با کپی برداری از دیتابیس‌های قدیمی در آن میسر باشد
- ح - امکان بک آپ گرفتن و ری استور دیتابیس برنامه کاربردی و نیز دیتابیس مشترک در آن با یک رابط کاربری ساده میسر باشد